# В полночь на кладбище
«В полночь на кладбище» (1909) — русский немой художественный короткометражный фильм Василия Гончарова. Другое название — «Роковое пари».
Фильм вышел на экраны 12 февраля (30 января по старому стилю) 1910 года. Считается утерянным в годы Великой Отечественной войны.

## Сюжет
Герои фильма заключают пари, по условиям которого надо в полночь посетить кладбище. Пари оказалось для них роковым…

## Съёмочная группа
- Актёры
  - Александра Гончарова
  - Владимир Максимов
  - Иван Мозжухин

- Режиссёр, автор сценария — Василий Гончаров
- Продюсер — Александр Ханжонков
- Операторы — Владимир Сиверсен и Луи Форестье[2]